# Las tres de la madrugada
Las tres de la madrugada es una novela corta escrita por Miguel Buñuel Tallada en 1967. En ella el autor presenta una riquísima estampa de la vida española y es rica en humanidad y en visión social.

## La trama
La novela trata de un viaje en un tren de noche de Santander a Madrid en diciembre. La acción se sitúa en este tren con sus vagones de primera, segunda y tercera clase. Hay muchas descripciones de los pasajeros y sus experiencias durante el viaje. 
Al principio se describen dos parados para introducir todos los protagonistas y las diferencias entre las clases sociales. La trama llega a su punto máximo cuándo una mujer de la tercera clase da a luz a un niño. El autor caracteriza el comportamiento de la gente de las clases diferentes a través del enfrentamiento con el nacimiento de un niño. Las reacciones oscilan entre gran indiferencia de la primera clase y solidaridad total de la tercera clase. La segunda clase tiene reacciones mixtas entre desdén y solidaridad. En la parte final de la novela el tren llega a Madrid donde el desenlace final muestra el mensaje.

## El mensaje
Miguel Buñuel quiere demostrar la estructura social de España en su novela.Las tres clases del tren tienen una función central porque presentan las diferentes clases sociales. El nacimiento de un bebé en ese tren causa diferentes reacciones en las personas. Mientras que los pasajeros de la tercera y segunda clase demuestran solidaridad, ayudando a la madre y trayendo regalos, la reacción de la primera clase deferente. A esas personas no le importa tanto, excepto los tres hombres americanos, que también traen regalos caros. Esa acción parece mucho a los tres reyes magos. Aparte de eso el nacimiento tiene muchas similitudes con la historia de Navidad. Este parto glorioso une a las diferentes clases sociales y las fusiona. Para explicitar ese mensaje hay diferentes símbolos usados en la novela. Por ejemplo el tren como medio de transporte es un símbolo para el desarrollo del comportamiento de los pasajeros. Pero también el globo temblando en la mano del hambre enlutado demuestra como el nacimiento toca el corazón del hombre. Resumiendo, hay que decir, que el autor apela a la humanidad y el amor al prójimo de las personas a pesar de las diferentes clases sociales y las circunstancias.

## Contexto histórico
La trama se desarrolla durante los años 1960-1970. Este es el tiempo del tardofranquismo. En este tiempo la guardia civil tuvo un poder grande. Por ejemplo operó contra los sindicatos. La iglesia fue bajo el control de Franco también, pero tenía la importancia del militar. Por eso estos dos grupos compiten en el ámbito del poder.
Con la influencia de los Estados Unidos Franco empezó un cambio político-económico de apertura. Por eso el producto nacional creció mucho, pero fue distribuido muy desigual entre las capas sociales en España. Por eso mucha gente ha migrado a Alemania, que ha funcionado como un ideal económico. Otro proceso importante fue el éxodo rural, el movimiento del campo a las ciudades importantes, aquí en la novela Madrid.
- Datos: Q21546234